# Gamer Network
Gamer Network Limited (anciennement Eurogamer Network Limited ) est une société britannique de médias de masse basée à Brighton en Angleterre. Fondée en 1999 par Rupert et Nick Loman, elle possède des marques - principalement des sites Web éditoriaux - liés au journalisme sur les jeux vidéo et à d'autres activités liées aux jeux vidéo. Son site Internet phare, Eurogamer, a été lancé en même temps que la société. En février 2018, Gamer Network a été racheté par ReedPOP.